# Jo Boer (directeur opbouworgaan)
Johanna (Jo) Boer (Vierpolders, 15 augustus 1906 - Assen, 10 november 1985) was directeur van Opbouw Drenthe en een pionier op het terrein van het Nederlandse maatschappelijk opbouwwerk.

## Biografie
Boer was een dochter van de predikant Daniël Boer en Wilhelmina de Jongh. Voor de Tweede Wereldoorlog werd zij belast met het opzetten van jeugd- en jongerenwerk in Drenthe. Zij werkte daarbij nauw samen met de directeur van de Stichting Opbouw Drenthe, de latere commissaris van de Koningin in Drenthe, Jaap Cramer. In de Tweede Wereldoorlog zat zij ondergedoken in Limburg, omdat zij weigerde onder het gezag van de NSB te werken, maar keerde na deze oorlog terug naar Drenthe. In die periode verleende zij hulp bij de opvang van NSB-kinderen. In 1951 volgde zij Cramer op als directeur bij Opbouw Drenthe. Gestimuleerd door Marie Kamphuis had zij in Amerika kennisgemaakt met de community organisation, het opbouwwerk. De Canadese hoogleraar Murray Ross publiceerde in 1955 zijn boek Community Organization (in 1957 vertaald in het Nederlands), waarin hij methoden ontwikkelde om een gemeenschap zo te organiseren, dat zij in staat is om de eigen problemen aan te pakken en op te lossen.  Boer zag de bruikbaarheid van deze methoden ook voor de Nederlandse situatie en bracht deze ideeën in praktijk in de plattelandssituaties van Drenthe. Door haar publicaties over het opbouwwerk vanaf de jaren vijftig van de 20e eeuw slaagde ze erin om ook landelijk aandacht voor het vak opbouwwerk te verkrijgen. Haar boek Maatschappelijk Opbouwwerk werd door Bram Peper in zijn dissertatie Vorming van welzijnsbeleid als  zeer invloedrijk bestempeld. Vanaf die tijd werd het vak opbouwwerk geïntroduceerd op de sociale academies in Nederland. Volgens Bert Middel kan zij dan ook beschouwd worden als de grondlegster van het naoorlogse opbouwwerk in Nederland.
In het na haar pensionering geschreven boek Dorp in Drenthe laat zij het effect zien van grootschalige veranderingen door onder andere ruilverkavelingen op een dorpssamenleving. De keerzijde van de vernieuwing is vervreemding en isolatie en een gevoel van machteloosheid bij de oorspronkelijke bewoners van het dorp.
Boer werd in 1956 benoemd tot officier in de Orde van Oranje-Nassau. Na haar afscheid als directeur van Opbouw Drenthe werd ze in 1969 benoemd tot ridder in de Orde van de Nederlandse Leeuw.

#### Over Jo Boer
- Duyvendak, Jan Willem en Lies Schilder Maatschappelijk (opbouw)werk? : de actualiteit van Marie Kamphuis en Jo Boer (2002) uitg. Bohn Stafleu Van Loghum, Houten

- Gemeinsame Normdatei: 130474339
- International Standard Name Identifier: 0000 0000 7875 2238
- Library of Congress Control Number: no2006061951
- Nederlandse Thesaurus van Auteursnamen: 085879398
- Virtual International Authority File: 79551981
- WorldCat: E39PBJkMMgFhCyJRfdtJXmWJjC